# Camponotus lownei
Camponotus lownei är en myrart som beskrevs av Auguste-Henri Forel 1895. Camponotus lownei ingår i släktet hästmyror, och familjen myror. Inga underarter finns listade.